# Ted Zeigler
Pour les articles homonymes, voir Zeigler.
Ted Zeigler est un acteur et scénariste américain né le 3 juin 1926 à Chicago, dans l'Illinois, et décédé le 12 décembre 1999 à Los Angeles, en Californie (États-Unis).

## Filmographie

### Comme acteur
- 1955-59 Lunchtime Little Theater (Children's TV show - WGN, Chicago, USA) Uncle Bucky
- 1959-60 House Party (TV series - HSV-7, Melbourne, Australia) host
- 1961-62 Tedd's Time (Children's TV show - WNBQ, Chicago, USA) Tedd
- 1962 : Jellybean Comedy Clubhouse (série télévisée) : Johnny Jellybean
- 1966 : Once Upon a Prime Time
- 1967 : The Buddies (série télévisée) : Space Cadet Wilbur
- 1970 : Comedy Café (série télévisée)
- 1970 : Comedy Crackers (série télévisée) : Regular
- 1970 : Zut! (série télévisée)
- 1971 : Tiki Tiki (voix)
- 1971 : The Sonny and Cher Comedy Hour (série télévisée) : Varous Characters (unknown episodes, 1971-1974)
- 1972 : The Ken Berry 'Wow' Show (série télévisée) : Regular (unknown episodes)
- 1972 : Of Thee I Sing (TV) : White House Guide
- 1974 : The Hudson Brothers Razzle Dazzle Show (série télévisée)
- 1976 : The Sonny and Cher Show (série télévisée) : Regular (unknown episodes)
- 1977 : Shields and Yarnell (série télévisée)
- 1979 : Scooby-Doo et Scrappy-Doo (Scooby-Doo and Scrappy-Doo) (série télévisée) : Additional Voices (unknown episodes)
- 1981 : Miracle on Ice (TV) : Drunk in Bar
- 1981 : Max et le Diable (The Devil and Max Devlin) : Mr. Billings
- 1984 : Le Défi des gobots ("Challenge of the GoBots") (série télévisée) : Additional Voices (unknown episodes)
- 1980 : Les Entrechats ("Heathcliff") (série télévisée) : Grandpa (1984-1987) (voix)
- 1986 : Heathcliff: The Movie : Grandpa / Mungo

### Comme scénariste
- 1971 : Li'l Abner (TV)